# Hemaczandra
Hemaćandra (dewanagari हेमचन्द्र सूरी, transliteracja hemacandra sūrī, ang. Hemachandra, znany także jako Hemaćarja) – poeta, filozof, językoznawca, leksykograf i logik dżinijski żyjący w latach 1088 lub 1089–1172, z Gudżaratu. Syn kupca. Będąc duchownym posiadał duże wpływy na dworze władców Gudżaratu. Członek dżinijskiego odłamu śwetambarów. Napisał wiele dzieł w prakrycie. 

## Twórczość
- Rozprawa o kryteriach poznawczych
- Krytyczna ocena innych systemów postępowania w 32 wersach
- Krytyczna ocena innych systemów wyrzeczenia
- Traktat o jodze
- Policzek [wymierzony] w twarz bramina [czyli] oścień [w formie] wedyjskich [hymnów]
- Hymn o człowieku wolnym od pragnień
- Dworski poemat epicki o podwójnym celu
- Żywot króla Kumarapali
- Żywoty 63 świątobliwych mężów
- Żywoty dawnych nauczycieli (dodatek do poprzedniego)
- Doskonałe pouczenie Hemaczandrowe o słowie
- Słownik homonimów (nazywany także Hemaczandrową girlandą imion)
- Klejnot myśli w formie wyrażeń
- Girlanda imion w językach lokalnych
- Pouczenie o poetyce
- Pouczenie o metrum